# Францішек Кобельський
Францішек Анто́ній Кобе́льський (пол. Franciszek Antoni Kobielski; 1679, Дменін — 1755, Янів-Підляський) — римо-католицький релігійний діяч, Луцький єпископ у 1739–1755 рр.

## Життєпис
Народився в 1679 р. у Дменині (Гнєзненська архідієцезія). Родич митрополита Гнєзна Станіслава Шембека († 1721). Після навчання на батьківщині та за кордоном прийняв 3 квітня 1706 р. священицький сан. Був ловицьким, гнєзненським, влоцлавським каноніком, краківським препозитом і варшавським деканом. 23 липня 1725 р. був преконізований титулярним єпископом Антеополіс і суфраганом у Влоцлавку. Хіротонію прийняв з рук ординарія влоцлавського Кшиштофа Антонія Шембека. 19 листопада 1736 р. був перенесений на Кам'янецьке єпископство, а 30 вересня 1739 р. — на Луцьке. Консекрував костели францисканців у Браїлові та єзуїтів у Вінниці, августинців Св. Лаврентія у Залізцях. Коронував ікону Богоматері в домініканському храмі в Луцьку. У 1754 р. назначено йому коад'ютора в особі Антонія-Еразма Волловича. Помер у Янові Підляському 17 січня 1755 р., похований у місцевій колегіаті.